# 短角床杜父魚
短角床杜父魚，為輻鰭魚綱鮋形目杜父魚亞目杜父魚科的其中一種，為寒帶魚類，分布於東大西洋格陵蘭、冰島、北海、巴倫支海、波羅的海、不列顛群島至法國比斯開灣；西大西洋加拿大至美國紐約州海域，棲息深度0-451公尺，體長可達60公分，棲息在藻類生長的岩石、砂泥底質水域，以甲殼類、魚類、片腳類為食，生活習性不明，可作為觀賞魚。

## 扩展阅读
維基物種上的相關：短角床杜父魚